# Zygostrophus ferruginopes
Zygostrophus ferruginopes är en mångfotingart som beskrevs av Chamberlin 1920. Zygostrophus ferruginopes ingår i släktet Zygostrophus och familjen Trigoniulidae. Inga underarter finns listade i Catalogue of Life.